# Districte d'East Khandesh
El districte d'East Khandesh fou una divisió administrativa de l'Índia Britànica sorgida el 1906 per divisió del districte de Khandesh. La capital s'establí a Jalgaon i posteriorment el districte va agafar el nom de la capital. En formar-se estava format per 10 talukes i 3 pethes, amb una superfície d'11.769 km² i una població de 957.728 habitants.